# Limnander

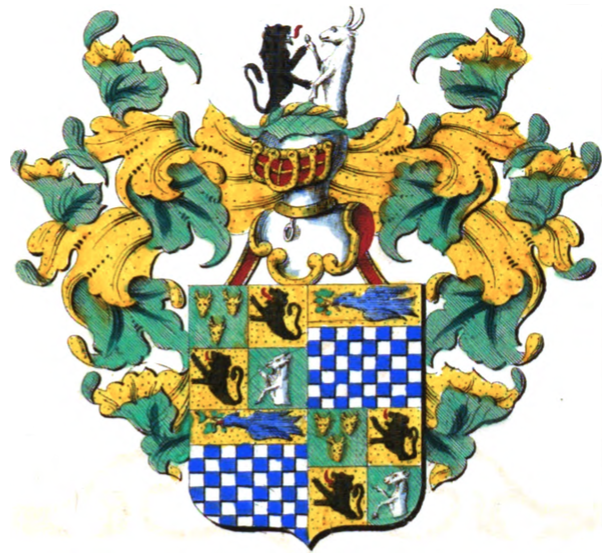
Wapen van de familie Limnander

Limnander was een familie van Zuid-Nederlandse adel, oorspronkelijk uit Gent.

## Geschiedenis
Olivier Limnander, heer van Nieuwenhove, fiscaal bij de officialiteit van het bisdom Gent, was de eerste van deze familie om officieel in de adel te worden opgenomen. Het was koning Karel II van Spanje die hem in 1683 verhief in de erfelijke adel. 
Onder het Verenigd Koninkrijk der Nederlanden liet een nazaat, Amand Benoît Limnander zich in 1816 opnieuw in de erfelijke adel erkennen, onder de naam Limnander de Nieuwenhove. In 1864 en 1871 werden nog andere leden van de familie, hetzij in de adel erkend, hetzij met de erfelijke titel van baron vereerd. 

## Genealogie
- Jerôme Limnander (1697-1768), heer van Zulte, kleinzoon van Olivier (hierboven) en zoon van Jerôme Limnander (†1742), trouwde met Marie de Kerchove (1704-1749). Ze hadden twee zoons en een dochter:
  - Joseph Limnander (1738-1789) trouwde met Catherine de Wautier (°1732).
    - Charles Limnander (1766-1830) trouwde met Sophie Wouters (1772-1830).
      - Désiré Limnander de Zulte (1796-1843) trouwde met Marie-Thérèse Dick (°1809).
        - Prosper Limnander de Zulte (zie hierna).

  - Gerard Limnander (1742-1811), heer van Nieuwenhove, trouwde met Thérèse Schoorman (1743-1784). Zij hadden 2 zoons en een dochter:
    - Marie Thérèse Limnander (1766-1825) trouwde met Philibert d'Eesbeke
    - Amand-Benoît Limnander de Nieuwenhove (1767-1831) (zie hierna).
    - Jacques Limnander de Nieuwenhove (°1768) trouwde met Françoise Herry (1766-1849) - 5 kinderen: Marie Françoise, Josephine-Thérèse, Adelaïde, Charles-Frans en Mathilde[1].

  - Isabelle-Thérèse (1743-1764) trouwde met Charles-Joseph de Lichtervelde (1713-1783). Ze bleven kinderloos.

## Prosper Limnander de Zulte
Prosper Leopold Limnander de Zulte (Zulte, 4 mei 1834 - 4 maart 1903) verkreeg in 1864 erkenning van erfelijke adel.
Hij trouwde in 1879 met Jeanne Moltzberger (1838-1931), weduwe van Joseph de Jardin de Bernebrück. Het huwelijk bleef kinderloos en deze familietak doofde derhalve in 1901 uit.

## Amand de Limnander de Nieuwenhove
Amand Benoît Jérôme Ghislain Limnander de Nieuwenhove (Gent, 22 maart 1767 - 24 januari 1831) werd in 1816 erkend in de erfelijke adel en benoemd in de Ridderschap van Oost-Vlaanderen. Hij werd lid van de Provinciale Staten van Oost-Vlaanderen.
Hij trouwde in 1798 met Marie Clemmen (1780-1812), dochter van ridder Josse Clemmen en Françoise Poelman. Hij hertrouwde in 1813 met Elmire de Malet de Coupigny (1789-1821), dochter van de Franse graaf Philippe de Coupigny. Uit het eerste huwelijk sproten:
- Pauline Limnander de Nieuwenhove (1799-1870). Zij trouwde in 1818 met de Bruggeling François Veranneman de Watervliet (1786-1820), broer van de Brugse burgemeester Philippe Veranneman de Watervliet (1787-1844) en in 1822 met de Gentenaar baron Auguste Pycke de Peteghem (1794-1868).
- baron Armand Limnander de Nieuwenhove (1814-1892), componist. Hij trouwde in 1835 met Euphémie de Meester (1808-1848) en in 1850 met Caroline Blin (1819-1917). Hij had vijf kinderen uit het eerste en drie kinderen uit het tweede huwelijk. In 1871 verkreeg hij de titel baron, overdraagbaar op al zijn afstammelingen.
  - baron Albert Limnander de Nieuwenhove (1838-1897) trouwde in 1872 met Gabrielle Joos de ter Beerst (1849-1900), zonder nakomelingen.
  - baron Theodore Limnander de Nieuwenhove (1843-1926) trouwde met Octavie van Gameren (1836-1900), met twee dochters en een zoon, zonder verdere nazaten.
  - baron Fernand Limnander de Nieuwenhove (1854-1882) trouwde met Henriette de Knuyt (1860-1937) en ze hadden twee zoons.
    - baron Gaston Limnander de Nieuwenhove (1880-1954) trouwde met Renée Marechal (1882-1952) en hertrouwde, na echtscheiding met Jeanne Bleyenheuft (°1883), daarna, opnieuw na echtscheiding, met  Marie-Thérèse Legris (1886-1957), en ten slotte, opnieuw na echtscheiding, met Gabrielle Legal (1886-1970). Uit het eerste huwelijk had hij drie kinderen.
      - baron Armand Limnander de Nieuwenhove (1902-1991), marineofficier, trouwde in 1929 met de Colombiaanse Rosa Alvarez Correa (1905-1989). Ze hadden drie kinderen.
        - baron Gerald Limnander de Nieuwenhove (°1933), commercieel directeur bij IBM, trouwde met Marina Alvarez Lemus (°1936). Ze hadden twee zoons.
          - baron Armand Limnander de Nieuwenhove (°1970), master in financies en internationale betrekkingen, senior editor van New York Times Magazines en Executive Editor van W Magazine.
          - baron André Limnander de Nieuwenhove (°1975), doctor in de biologie, Senior Staff Scientist bij Regeneron Pharmaceuticals in New York.

      - baron Gerard Limnander de Nieuwenove (1903-1988) was marine-attaché bij de Franse ambassade in Washington en stafchef bij admiraal Lemonnier. Hij trouwde met Jacqueline Cavallier (°1915) en hertrouwde, na echtscheiding, met Dominique Pigot (°1949). Uit het eerste huwelijk had hij een dochter.

    - baron Raoul Limnander de Nieuwenhove (1881-1958) trouwde in 1919 met Hortense de Renette de Villers Perwin (1891-1980) en hertrouwde in 1940, na echtscheiding, met Emilia Manin (°1880). Uit het eerste huwelijk had hij een dochter.
- baron Victor Limnander de Nieuwenhove (1816-1897) was adjunct-secretaris van de Belgische koning en componist. In 1871 verkreeg hij de titel baron overdraagbaar op al zijn afstammelingen. Hij trouwde met Barbe Coghen (1823-1883), dochter van Jacques Coghen, minister van Financies, volksvertegenwoordiger en senator. Ze hadden twee dochters die ongehuwd bleven. Deze familietak doofde uit bij de dood van Victor.